# Kowniatyn
Kowniatyn (biał. Каўняцін; ros. Ковнятин) – wieś na Białorusi, w obwodzie brzeskim, w rejonie pińskim, w sielsowiecie Łohiszyn, przy drodze republikańskiej R105.
W XIX w. znajdowała się tu kopalnia wapna.
W dwudziestoleciu międzywojennym leżał w Polsce, w województwie poleskim, w powiecie pińskim, w gminie Łohiszyn. Po II wojnie światowej w granicach Związku Sowieckiego. Od 1991 w niepodległej Białorusi.